# Маямі
Маямі (англ. Miami) — місто в США, розташоване на узбережжі Атлантичного океану на південному сході штату Флорида в окрузі Маямі-Дейд. Найбільший населений округ у Флориді та восьмий за чисельністю населення округ в Сполучених Штатах Америки з населенням у 2 500 625 осіб. 44-те за площею місто в Сполучених Штатах з населенням у 413 892 осіб. Це найбільше місто у Флориді та найбільший мегаполіс на південному сході США.
За оцінками Організації Об'єднаних Націй, Маямі було п'ятою за кількістю жителів міською агломерацією в США 2000 року з населенням у 4 919 036 осіб, а 2008 року це число збільшилося до 5 232 342, що зробило Маямі четвертою за величиною агломерацією країни після Нью-Йорка, Лос-Анджелеса та Чикаго.
Маямі офіційно отримало статус міста 28 липня 1896 року, у той час у ньому проживало трохи більше 300 осіб. 1940 року в місті було вже близько 172 тис. осіб. Згідно з переписом населення 2000 року, у самому місті жило більше 362 тис. осіб, а з передмістями — 5,4 млн осіб.
У центрі Маямі та Південній Флориді розташовується найбільша концентрація міжнародних банків в Сполучених Штатах, тут також розміщені штаб-квартири багатьох великих компаній національного та міжнародного рівня.

## Історія

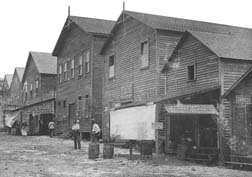
1896 року близько 400 осіб проголосували за надання Маямі статусу міста

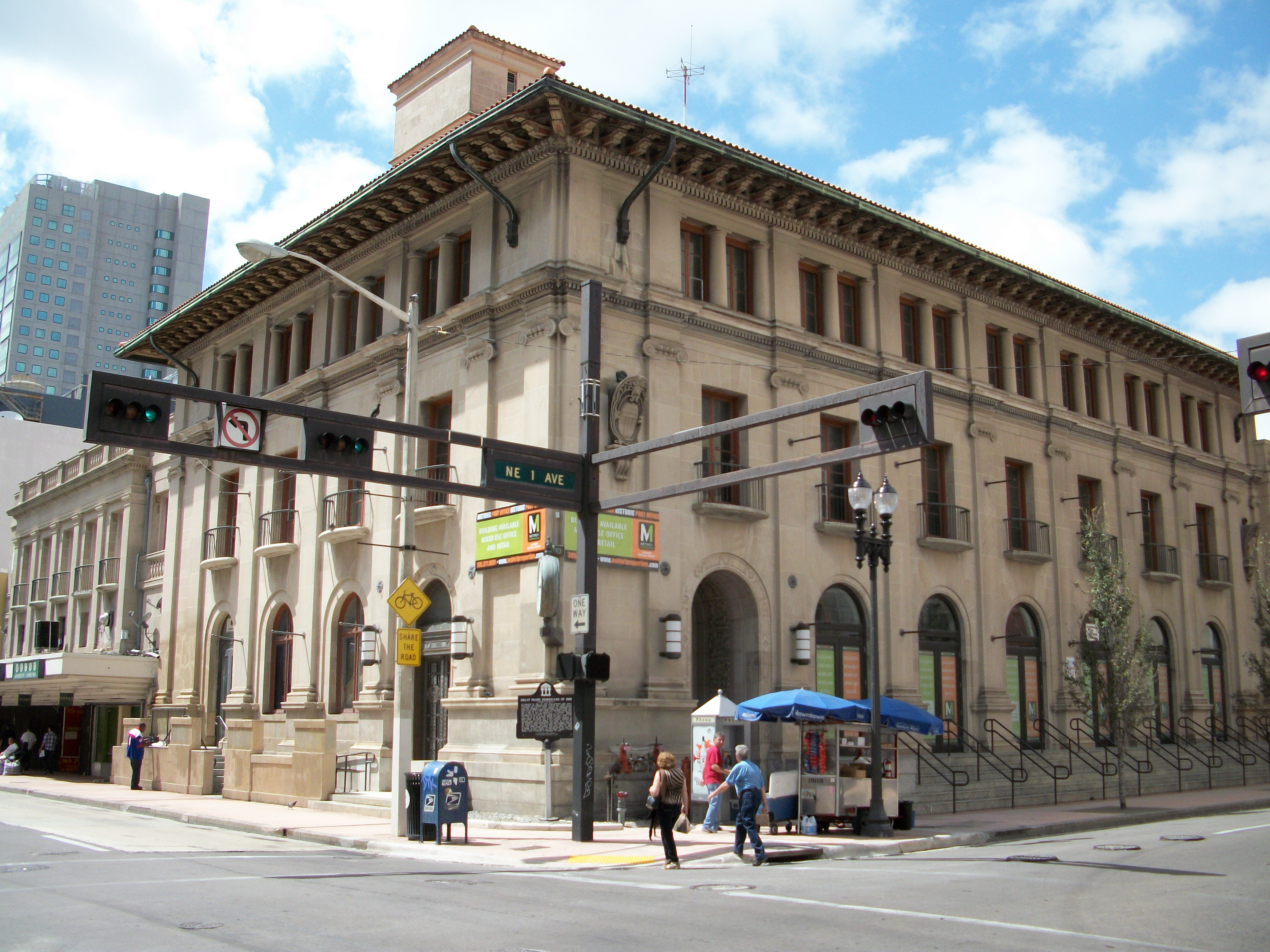
Історичний район Маямі в нижній частині міста — найбільший історичний район, з будівлями 1896—1939 рр.. у центрі Downtown

До появи європейців, область, у якій зараз розташовується Маямі, населяло індіанське плем'я текеста, що проживало на більшій частині південного сходу півострова, у тому числі території сучасних округів Маямі-Дейд (англ. Miami-Dade County), Бровард (англ. Broward County), та південній частині округу Палм-Біч (англ. Palm Beach County). Плем'я займалося рибальством, полюванням та збиранням диких фруктів та коренів, проте ніколи не практикувало сільське господарство.
Першим європейцем, що відвідав цю територію, був іспанський конкістадор Хуан Понсе де Леон, який 1513 року приплив до затоки Біскейн. Його записи свідчать про те, що він відвідав Чеквеста (англ. Chequescha), що стало першою назвою Маямі. Нині точно невідомо, чи висадився Леон на берег та чи зустрічався з місцевими жителями. У цих же місцях до середини XVII ст. мешкало нечисленне плем'я мая, від назви якого походить назва міста. Першим достовірно відомим білим чоловіком, що висадився на цей берег, став Педро Менендес де Авілес (ісп. Pedro Menéndez de Avilés), який зі своєю командою 1566 року відвідав поселення Теквеста в пошуках свого сина, що постраждав після аварії корабля в цих краях за рік до цього.
Перші постійні європейські поселення в південній частині Флориди з'явилися на початку 1800-х років. Люди прибували з Багамських островів у пошуках скарбів кораблів, які сідали на мілину у водах Великого Флоридського рифа (англ. Great Florida reef). Деякі з них оселялися на іспанських володіннях уздовж річки Маямі. Приблизно в цей же час на цих територіях з'явилися індіанці племені семінолів (англ. Seminole), серед яких були і чорношкірі раби-втікачі. Унаслідок конфліктів розгорілася так звана «Друга семінольська війна» (англ. Second Seminole War), у якій майор Вільям Харні (англ. William Selby Harney) очолив кілька експедицій для витіснення індіанців. Війна стала однією з найспустошливіших в американській історії, унаслідок якої індіанське населення району Маямі було практично повністю знищено.
Після закінчення Другої семінольської війни 1842 року Вільям Інгліш відновив колонію на берегах річки Маямі, засновану його дядьком. Він наніс на карту «поселення Маямі» (англ. «Village of Miami») на південному березі річки та продав кілька ділянок землі. 1844 року містечко стало головним населеним пунктом округу, а через 6 років опитування показало, що тут проживає 96 осіб. Третя Семінольська війна (1855—1858) не була настільки руйнівною, як друга, проте вона загальмувала розвиток поселень на південному сході Флориди. До кінця війни там проживало всього кілька солдатів.
1891 року заможна жінка на ім'я Джулія Таттл (англ. Julia Tuttle) з Клівленда, Огайо, скупила величезну плантацію цитрусових, розширивши свою невелику ділянку землі, що дістався їй у спадок від батька. Територія її нових володінь стала складати близько 640 акрів. Ще до цієї події, 1886 року, помер її чоловік, і вона вирішила перебратися до Флориди заради здоров'я своїх дітей. Таттл спробувала вмовити залізничного магната Генрі Флаглера (англ. Henry Flagler) продовжити його Флоридську Прибережну залізницю (англ. Florida East Coast Railway) до Маямі, але отримала відмову.

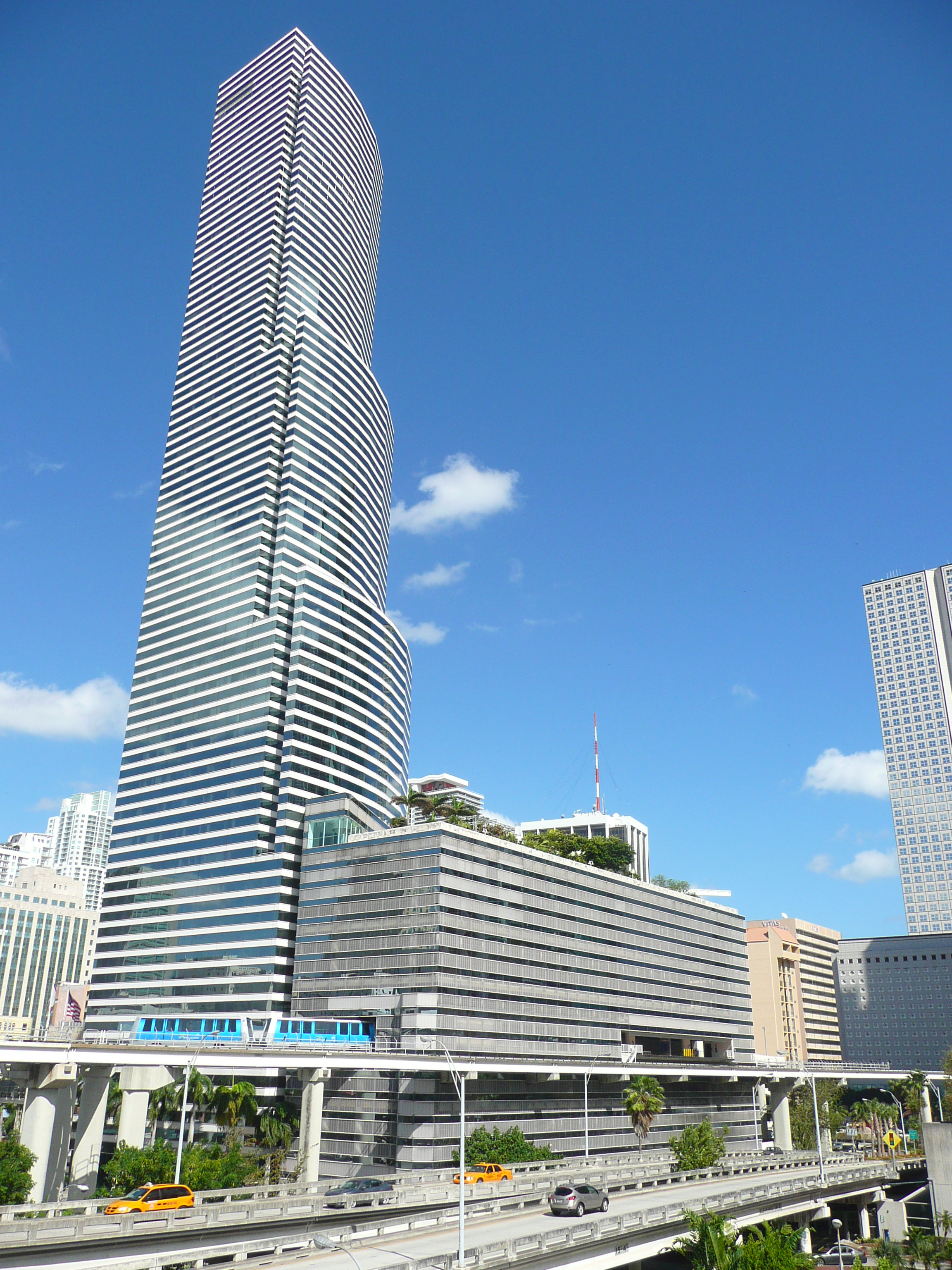
Маямі-Тауер

Узимку 1894 року Флорида пережила кілька надзвичайно холодних днів, і через це загинув практично весь урожай цитрусових. Єдиним районом, який не постраждав від заморозків, виявився район Маямі, і плантація Таттл виявилася єдиною, чиї фрукти змогли потрапити на американський ринок. Таттл звернулася до Флаглера знову, і той ухвалив рішення протягнути залізничну гілку до Маямі та побудувати там курортний готель.
7 квітня 1896 року дорогу побудували, а вже 13 квітня в Маямі прибув перший поїзд із самим Фраглером на борту. Перше регулярне залізничне сполучення з Маямі відкрили 15 квітня 1896 року.
28 липня 1896 року шляхом голосування на об'єднавчих зборах ухвалили рішення про надання Маямі статусу міста. Право голосу мали всі особи чоловічої статі, які проживали в самому Маямі та окрузі Дейд. Після ствердного рішення намагались створити міську управу, дали офіційну назву «The City of Miami» і визначили межі міста. Першими жителями міста Маямі стали 444 особи.
До початку Другої світової війни населення міста зростало дуже стрімкими темпами. 1900 року в місті проживало 1 681, в 1910 — 5 471, в 1920 — 29 571, в 1930 — 110 637 осіб. У зв'язку з тим, що на захід від Маямі простягались заболочені території Еверглейдс, починаючи з 1906 року побудували декілька каналів для осушення перезволоженої місцевості. На початку 1920-х років влада дозволила в місті азартні ігри та перестала приділяти увагу сухому закону, який існував у той період у США, і, внаслідок цього, у місто стали з'їжджатися тисячі іммігрантів з північної частини країни.
Однак руйнівний ураган, що пронісся над Маямі 1926 року та забрав життя 373 особи, раптово зупинив швидке зростання населення міста. Від 25 до 50 тис. людей стали безхатьками внаслідок дії стихії. До того ж за часів Великої депресії 16 тис. осіб в районі Маямі позбулися заробітку, втративши роботу.
15 лютого 1933 року в парку Бейфронт (англ. Bayfront Park) в Маямі на промові обраного президента США Франкліна Делано Рузвельта скоїли замах. Стріляв з пістолета італійський анархіст Джузеппе Зангара. Унаслідок інциденту загинув мер Чикаго Антон Чермак (англ. Anton Joseph Cermak), що стояв поруч із президентом, та поранені ще чотири людини, але сам президент не постраждав. Зангару заарештували та згодом стратили.
На початок 1940-х років місто дещо оговталося від Великої депресії, але розпочалася Друга світова війна. На відміну від інших міст Флориди, фінансовий збиток від початку війни не так сильно зачепив Маямі. На півдні Флориди проводили навчання близько 500 тис. військовослужбовців рядового і 50 тис. офіцерського складу. Багато з них після закінчення війни оселилися в Маямі, що викликало різкий приріст населення до майже чверті мільйона до 1950 року.
Після повалення кубинського президента Фульхенсіо Батіста-і-Сальдівара внаслідок кубинської революції 1959 року та приходу до влади Фіделя Кастро багато кубинців, що жили в Маямі, повернулися на батьківщину. Однак незабаром ситуація змінилася, і багато жителів Куби середнього класу стали іммігрувати в Маямі. Лише 1965 року приблизно 100 000 кубинців оформили авіаквитки з Гавани в Маямі. До кінця 1960-х років вже більше 400 000 кубинських біженців оселились в окрузі Маямі-Дейд.
У грудні 1979 року в Маямі відбулися одні з наймасовіших етнічних заворушень в історії США. Справа почалася з того, що чорношкірий американець порушив правила швидкості на трасі та загинув, тікаючи від поліцейського на своєму мотоциклі. Хоча поліцейський рапорт вказував на те, що людина розбилася на смерть, результати експертизи патологоанатомів та свідчення інших свідків показали, що мотоцикліста забив до смерті поліцейський. Унаслідок етнічних заворушень 10 афроамериканців і 8 представників білого населення загинули, 850 осіб заарештували. Збиток склав близько 1 млн доларів.
1980 року внаслідок масового переселення кубинського населення до Маямі, що отримало назву «Mariel boatlift», у місто переселилося близько 125 000 нових кубинських іммігрантів. На відміну від попередніх хвиль 1960-их років, цього разу більша частина біженців належала до бідних верств населення. Кубинський лідер Фідель Кастро використав це для очищення країни від кримінальних елементів та психічно нездорових людей. З масовим прибуттям іммігрантів одночасно місто стали залишати місцеві білі неіспаномовні жителі середнього класу. Якщо 1960 року біле неіспаномовне населення становило 90 % населення міста, то до 1990 року цей відсоток знизився до менш ніж 12 %.
Також у 1980-ті роки в місті збільшився потік іммігрантів і з інших країн регіону, як-от Гаїті. У місті навколо перетину Другої авеню і 54-ї вулиці утворився цілий район концентрації гаїтянського населення, що отримав назву «Маленьке Гаїті» (англ. Little Haiti). У 1990-і роки на вулицях з'явилися написи, написані гаїтянською мовою; ця мова поряд з офіційними англійською та іспанською стала використовуватися у виборчих бюлетенях.
Ще одна хвиля кубинської імміграції відбулась 1994 року. Побоюючись подальшого неконтрольованого зростання імміграції, адміністрація американського президента Білла Клінтона оголосила про значну зміну імміграційної політики США. Оголосили, що кубинці, виявлені в територіальних водах США, замість американської території перенаправлятимуться патрульними катерами на базу в Гуантанамо або в Панаму. Починаючи з літа 1994 року, лише за перший восьмимісячний період в морі перехопили більше 30 000 кубинців і 20 000 гаїтянців.
Ураган Ендрю (англ. Hurricane Andrew), що пронісся над округом Маямі-Дейд 1992 року, став другим серед найруйнівніших ураганів в історії США. Збиток, заподіяний ним, склав більше 45 млрд доларів США, він забрав життя 65 людей.

### Українці в Маямі
- Сколоздра Василь — командир тактичного відтинку УПА ТВ-14 «Асфальт», особистий охоронець Степана Бандери. Помер у місті.

## Географія

### Географія

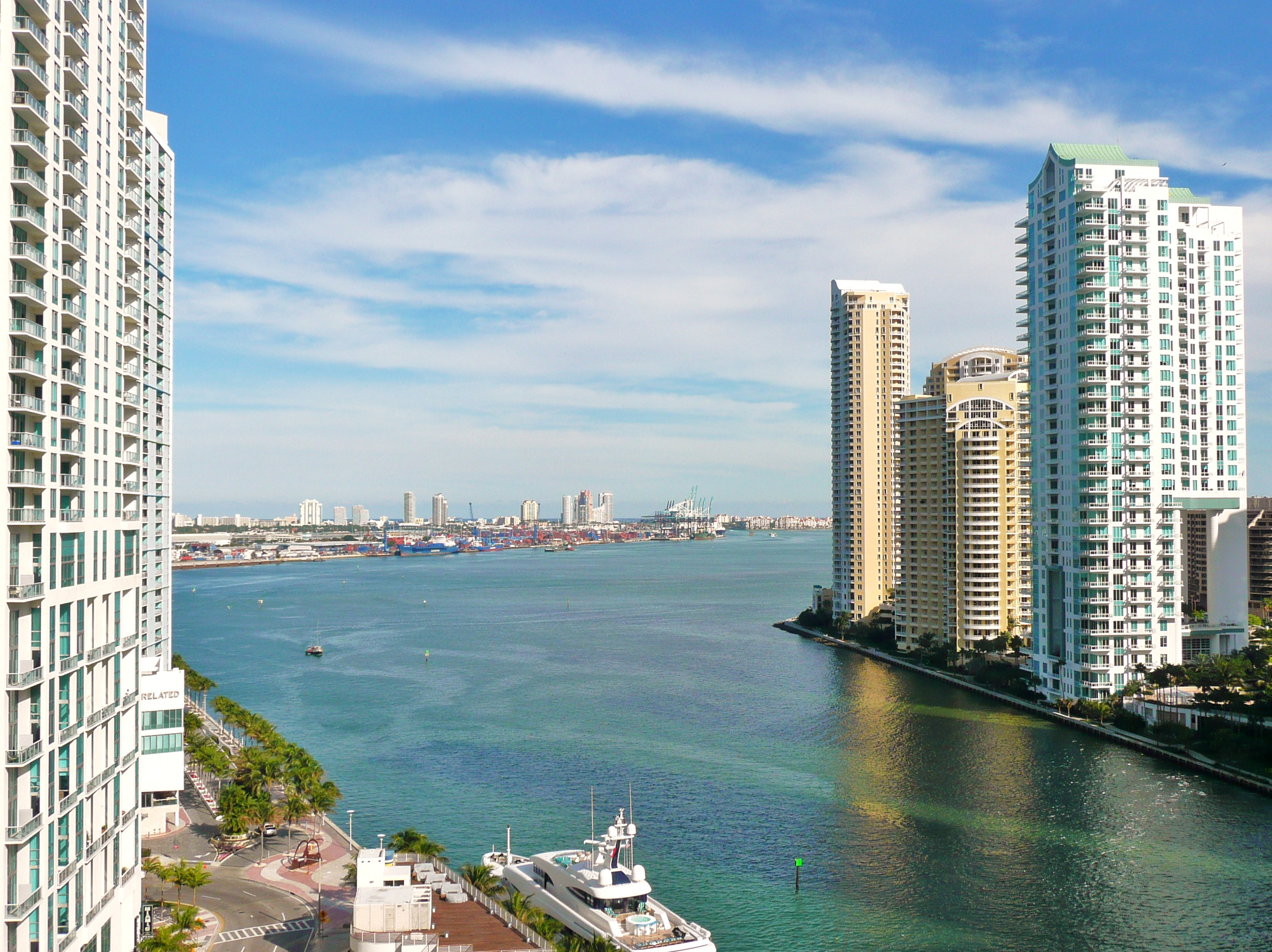
Мис річки Маямі біля острова Brickell Key.

Місто Маямі і його околиці розташовані на рівнинній місцевості між заболоченою територією Еверглейдс та затокою Біскейн. Висота міста не перевищує 4,5 м над рівнем моря, а в середньому коливається на рівні 0,91 м у більшості районів, особливо поблизу узбережжя. Основна територія міста розташована або на узбережжі затоки, або на природних або штучних бар'єрних островах у затоці, на найбільшому з яких знаходиться містечко Маямі-Біч. Тепла океанська течія Гольфстрим протікає всього за 24 кілометри від узбережжя Маямі, що робить його клімат теплим та м'яким.

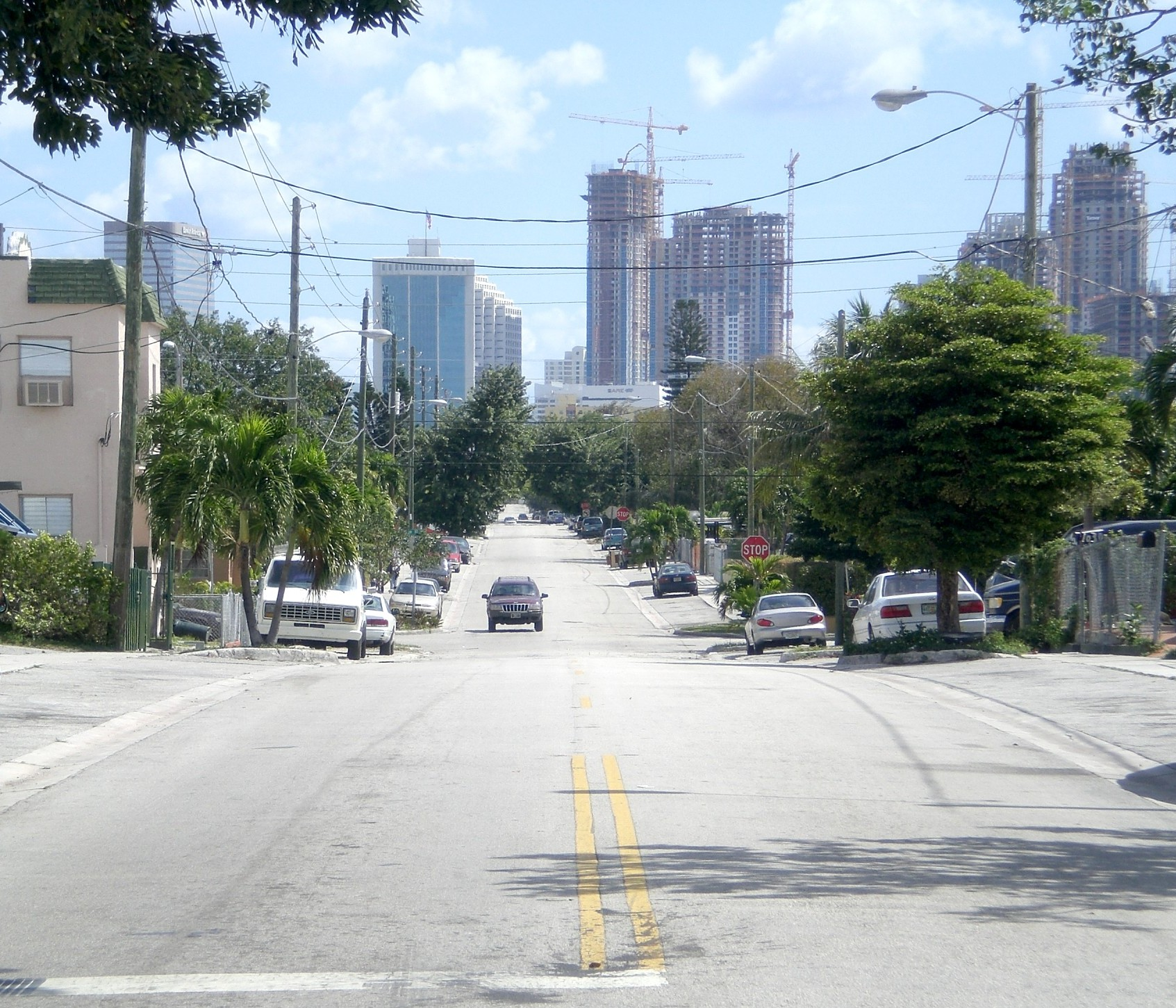
Краєвид з однієї з найвищих точок Маямі.

Геологічну основу території Маямі становить оолітовий вапняк. Над ним розташований тонкий, менш ніж 15 м товщиною, шар ґрунту. Вапняк сформувався у зв'язку з великими змінами ландшафту шельфу льодовиків у часи льодовикового періоду. У часи сангамонового міжльодовикового періоду 130 000 років тому рівень води в цьому місці знаходився приблизно на 7,5 м вище сучасного і вся південна частина Флориди була мілководним морем. Кілька паралельних коралових рифів простягнулися від сучасного Маямі до островів Драй-Тортугас (англ. Dry Tortugas) наприкінці архіпелагу Флорида-Кіс. Між рифами та сушею утворилася велика лагуна, у якій стали відкладатися ооліти та раковини моховинок. 15 000 років тому рівень моря став приблизно на 100 м нижче, ніж зараз. Після цього вода знову стала поступово підійматися, і сучасний рівень води зафіксували 4 000 років тому.
Під землею розташований водоносний горизонт, природна підземна річка, що простягнулася від округу Палм-Біч (англ. Palm Beach County) до затоки Біскейн; найближче до поверхні землі він розміщений у районі міст Маямі-Спрінгс та Хаяліа. Більшість питної води в районі Маямі надходить з цього джерела. Через присутність водного горизонту будь-які земляні роботи на глибині понад 4,57 м неможливі без попередньої підготовки ґрунту.

Багато західних районів Маямі досягли південно-східного краю субтропічної болотистої місцевості Еверглейдс, що створює проблеми для місцевих диких тварин — як-от алігаторів та крокодилів, які можуть виходити на швидкісні магістралі або в місця проживання людей. 

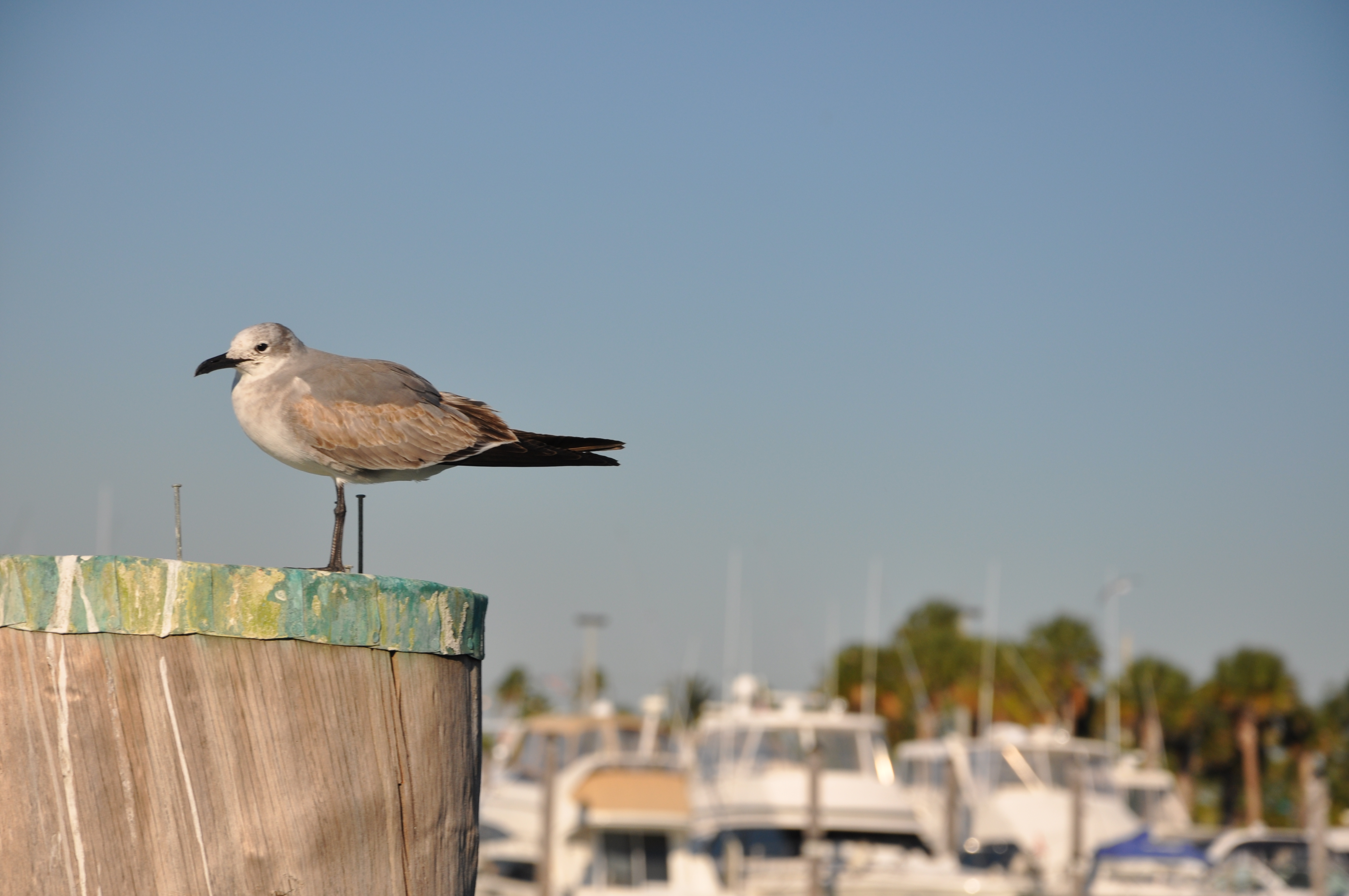

За займаною територією Маямі є одним з найменших великих міст США. Згідно з бюро перепису США, площа міста становить 143,15 км². З них лише 92,68 км² — суша, решту становить вода. За площею територія Маямі трохи менше території Сан-Франциско або Бостону.

### Клімат

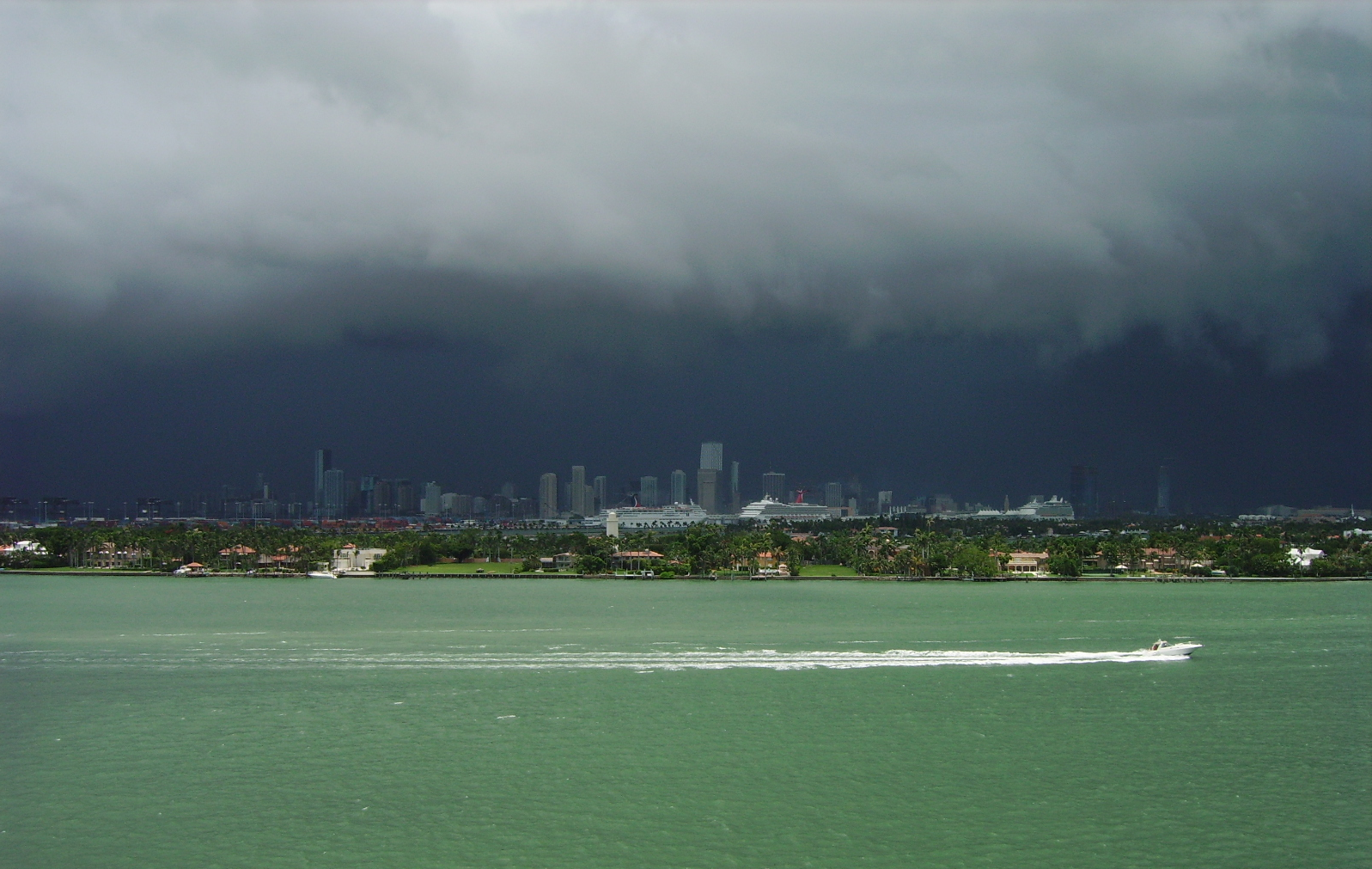
Типова річна післяобідня гроза в Еверглейдсі

Клімат у Маямі тропічний мусонний (Köppen climate classification  Am ) із жаркими та вологими літніми періодами та короткими, теплими зимами, з чітко вираженим сезоном посухи взимку. Пагорб міста над рівнем моря, прибережне розташування, знаходження прямо вздовж лінії Тропічного центру, а також близькість Гольфстриму є головними визначальними факторами клімату Маямі. У січні середня температура становить 19,6 °C, вітер зазвичай м'який та теплий; холодне повітря зазвичай з'являється після проходження холодного циклону, який приносить також безліч короткочасних злив. Іноді бувають зниження температури до 10 °C, і лише вкрай рідко — до 2 °C, украй рідко бувають заморозки. Найвища температура зазвичай становить 21—25 °C. Сезон дощів починається в травні та закінчується в середині жовтня. У цей період температура коливається в межах 29—35 °C, супроводжується великою вологістю, хоча спека зазвичай полегшується післяполудневими грозами або морським бризом, що приходять з Атлантичного океану, який дозволяє температурі спадати, але повітря все одно залишається дуже задушливим. Більшість річних опадів (1 420 мм) випадає саме в цей період.
Найекстремальніші температури зареєстрували 3 лютого 1917 року (–2,8 °C) і 21 липня 1940 року (38 °C). У Маямі ніколи не було снігу, і лише один раз зареєстрований сніговий шквал, що стався 19 січня 1977 року.
Тропічний сезон зазвичай триває з 1 червня до 30 листопада. Найімовірніший час приходу урагану в Маямі триває із середини серпня до кінця вересня.
Так само торнадо — цілком типове явище для округу Маямі; у самому Маямі торнадо з'являлося двічі — у 1925 та знову в 1997 роках.
| Клімат Маямі (норма 1981 - 2010)              | Клімат Маямі (норма 1981 - 2010) | Клімат Маямі (норма 1981 - 2010) | Клімат Маямі (норма 1981 - 2010) | Клімат Маямі (норма 1981 - 2010) | Клімат Маямі (норма 1981 - 2010) | Клімат Маямі (норма 1981 - 2010) | Клімат Маямі (норма 1981 - 2010) | Клімат Маямі (норма 1981 - 2010) | Клімат Маямі (норма 1981 - 2010) | Клімат Маямі (норма 1981 - 2010) | Клімат Маямі (норма 1981 - 2010) | Клімат Маямі (норма 1981 - 2010) | Клімат Маямі (норма 1981 - 2010) |
| Показник                                      | Січ.                             | Лют.                             | Бер.                             | Квіт.                            | Трав.                            | Черв.                            | Лип.                             | Серп.                            | Вер.                             | Жовт.                            | Лист.                            | Груд.                            | Рік                              |
| Абсолютний максимум, °C                       | 31,1                             | 31,7                             | 33,9                             | 35,6                             | 35,6                             | 36,7                             | 37,8                             | 36,7                             | 36,1                             | 35,0                             | 32,8                             | 31,7                             | 37,8                             |
| Середній максимум, °C                         | 24,7                             | 25,6                             | 26,8                             | 28,4                             | 30,6                             | 31,9                             | 32,7                             | 32,8                             | 31,8                             | 30,1                             | 27,6                             | 25,5                             | 29,0                             |
| Середня температура, °C                       | 20,1                             | 21,2                             | 22,6                             | 24,3                             | 26,6                             | 28,2                             | 28,9                             | 29,0                             | 28,3                             | 26,6                             | 23,8                             | 21,4                             | 25,1                             |
| Середній мінімум, °C                          | 15,5                             | 16,8                             | 18,3                             | 20,2                             | 22,7                             | 24,4                             | 25,2                             | 25,2                             | 24,7                             | 23,1                             | 20,1                             | 17,2                             | 21,1                             |
| Абсолютний мінімум, °C                        | −2,2                             | −2,8                             | 0,0                              | 3,9                              | 10,0                             | 15,6                             | 18,9                             | 19,4                             | 16,7                             | 7,2                              | 2,2                              | −1,1                             | −2,8                             |
| Температура води, °C                          | 24                               | 24                               | 24                               | 25                               | 27                               | 29                               | 29                               | 30                               | 29                               | 28                               | 26                               | 25                               | 27                               |
| Норма опадів, мм                              | 41                               | 57                               | 76                               | 80                               | 136                              | 246                              | 165                              | 226                              | 250                              | 161                              | 83                               | 52                               | 1573                             |
| --------------------------------------------- | -------------------------------- | -------------------------------- | -------------------------------- | -------------------------------- | -------------------------------- | -------------------------------- | -------------------------------- | -------------------------------- | -------------------------------- | -------------------------------- | -------------------------------- | -------------------------------- | -------------------------------- |
| Джерело: Погода й клімат, World Climate Guide |                                  |                                  |                                  |                                  |                                  |                                  |                                  |                                  |                                  |                                  |                                  |                                  |                                  |

### Центр Маямі (Greater Downtown Miami)

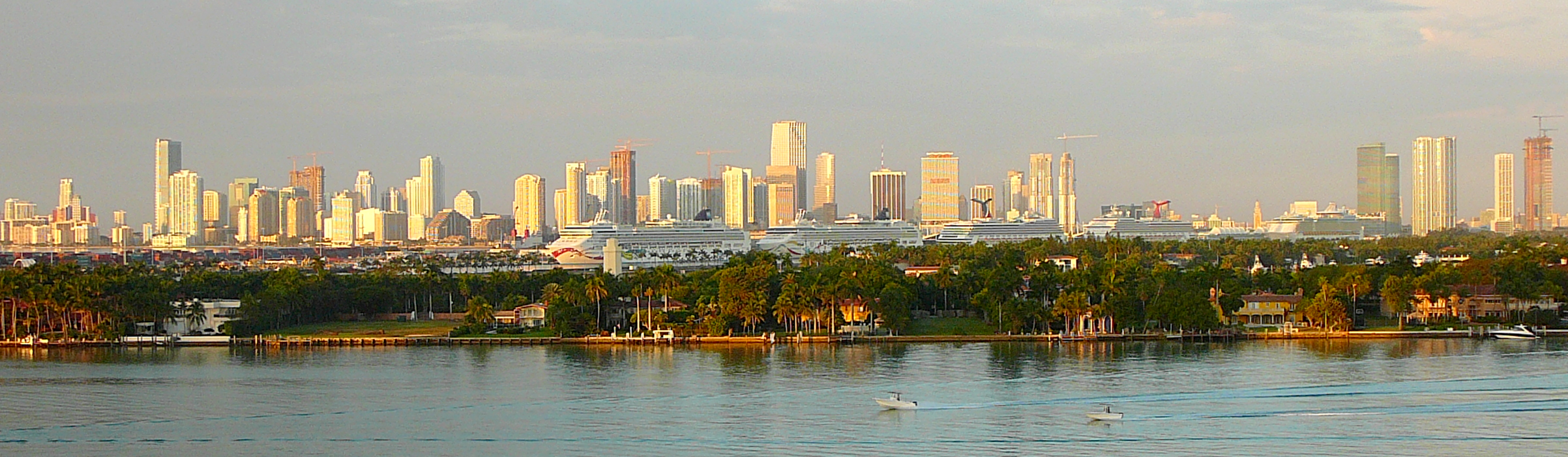
Вид на Центр Маямі з боку Південного пляжу.

Вид на Центр Маямі з боку Порта Маямі.

## Райони

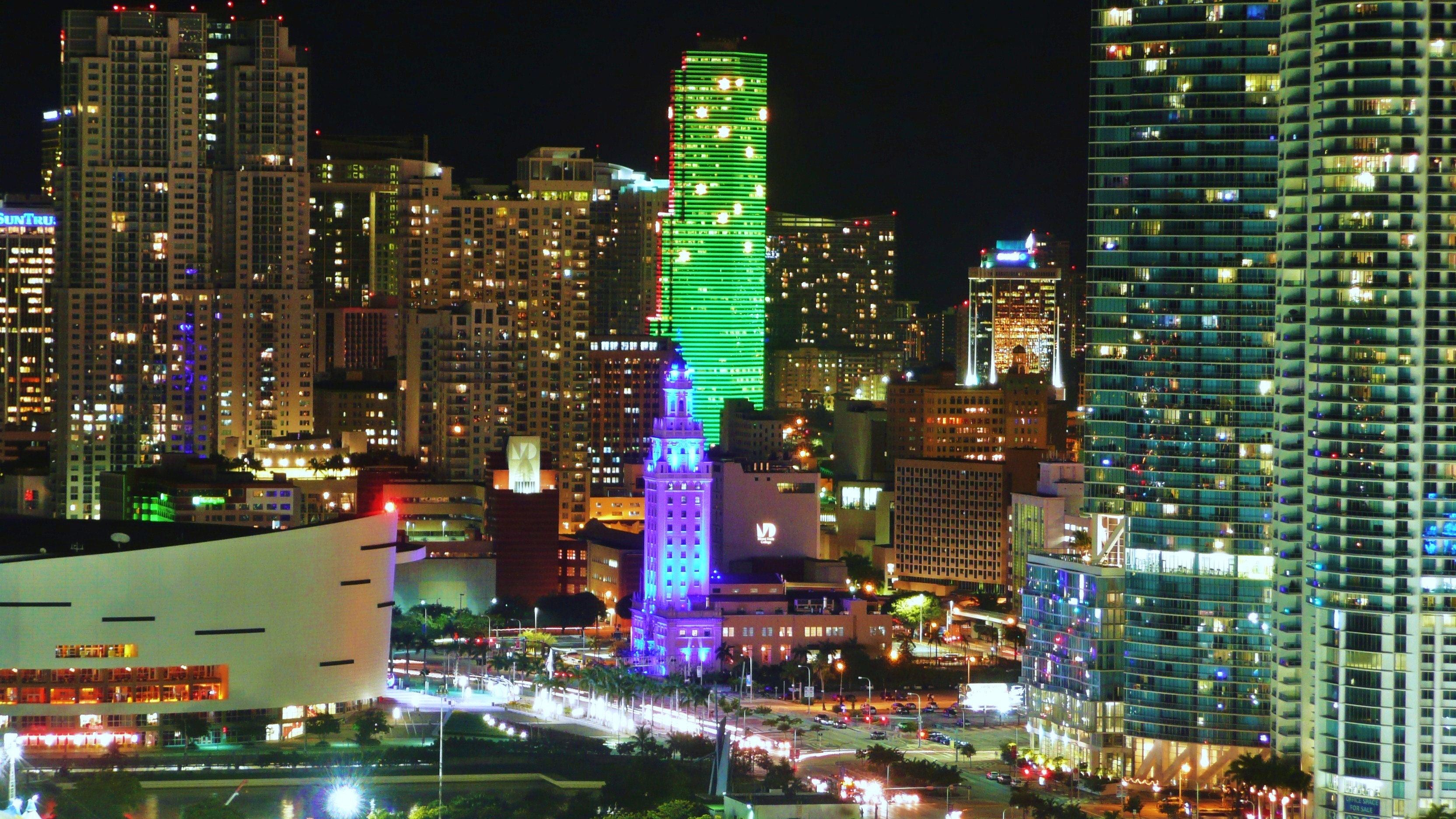
Центр Маямі — найдинамічніший район у місті.

### Центр Маямі (Downtown Miami[en])
Маямі розділений на безліч районів, однак, згрупувавши їх, можна виділити північну частину, південну, західну та центральну. Серцем міста є Центральна частина Маямі, хоча географічно він розташований на східній стороні міста. Центр Маямі  — центральний бізнес-район Південної Флориди, а також він є найбільшим та найвпливовішим бізнес-районом усієї Флориди. У центральному районі найбільша концентрація міжнародних банків у США, які переважно розташовані на Brickell Avenue. У центрі Маямі також розташовані основні великі банки, суди, центральні офіси багатьох компаній, культурні та туристичні атракціони, школи, парки, а також просторі житлові квартали. На сході Центрального району, уздовж Biscayne Bay, знаходиться знаменитий Південний пляж Маямі. Трохи північніше центрального району розташований адміністративний центр Маямі, у якому розміщені безліч лікарень та дослідницьких біотехнологічних інститутів, наприклад, Jackson Memorial Hospital, Miami VA Hospital і University of Miami.
До західної частини Маямі входять Маленька Гавана, West Flagler і Flagami,  вона є місцем розташування багатьох традиційних іммігрантських районів. Хоча свого часу це був переважно єврейський район, сьогодні західна частина Маямі — будинок для багатьох іммігрантів, здебільшого з Центральної Америки та Куби.

## Демографія
Згідно з переписом 2010 року, у місті мешкало 399 457 осіб у 158 317 домогосподарствах у складі 90 032 родин. Густота населення становила 2751 особа/км². Було 183994 помешкання (1267/км²).
Расовий склад населення:
| - 72,6 % — білих - 19,2 % — чорних або афроамериканців - 1,0 % — азіатів - 0,3 % — корінних американців - 4,2 % — осіб інших рас |

До двох чи більше рас належало 2,7 %. Частка іспаномовних становила 70,0 % від усіх жителів.
За віковим діапазоном населення розподілялося так: 18,4 % — особи молодші 18 років, 65,6 % — особи у віці 18—64 років, 16,0 % — особи у віці 65 років та старші. Медіана віку мешканця становила 38,8 року. На 100 осіб жіночої статі у місті припадало 99,2 чоловіків; на 100 жінок у віці від 18 років та старших — 98,1 чоловіків також старших 18 років.
Середній дохід на одне домашнє господарство становив 54 291 долар США (медіана — 31 051), а середній дохід на одну сім'ю — 61 337 доларів (медіана — 35 508). Медіана доходів становила 31 274 долари для чоловіків та 26 975 доларів для жінок. За межею бідності перебувало 28,3 % осіб, у тому числі 40,5 % дітей у віці до 18 років та 31,0 % осіб у віці 65 років та старших.
Цивільне працевлаштоване населення становило 195 577 осіб. Основні галузі зайнятості: освіта, охорона здоров'я та соціальна допомога — 16,6 %, мистецтво, розваги та відпочинок — 15,3 %, науковці, спеціалісти, менеджери — 13,2 %, роздрібна торгівля — 11,7 %.

## Освіта

### Громадська школа

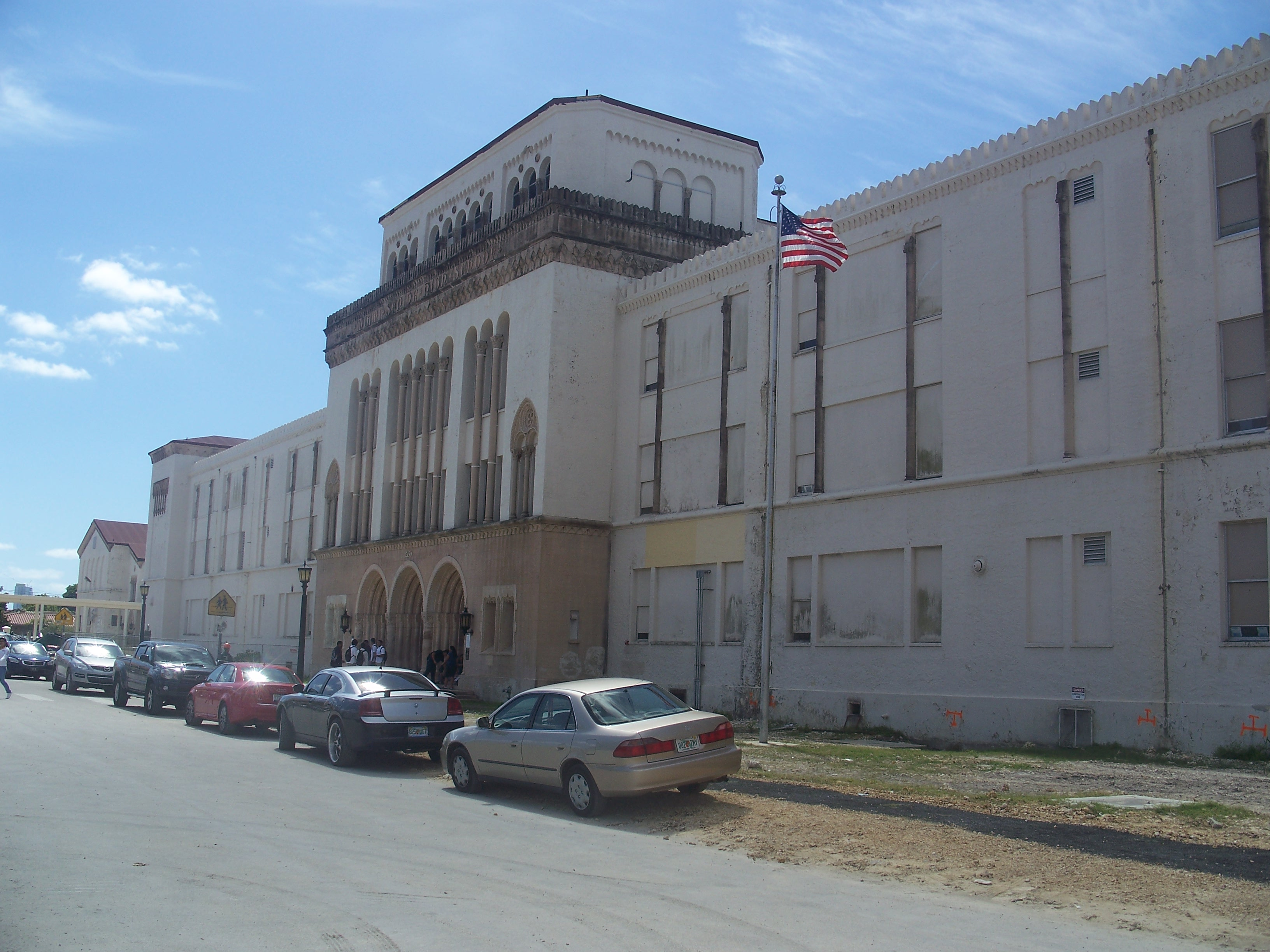
Miami Senior High School, найстаріша нині діюча вища школа в Маямі

Громадські школи в Маямі керуються Miami-Dade County Public Schools, який є найбільшим шкільним округом у Флориді та четвертим за величиною у всьому США. Станом на вересень 2008 року в ньому навчається 385 655 студентів там розташовано понад 392 шкіл і освітніх центрів. Цей округ також є найбільшим у США за концентрацією студентів іншої національності, у якому 60 % студентів латиноамериканського та карибського походження та 28 % афроамериканців. у Маямі розташовуються деякі найкращі школи США, наприклад, Design and Architecture High School.

### Приватні школи
У Маямі розташовано кілька престижних католицьких, єврейських, та інших приватних шкіл. Метрополія Маямі керує міськими католицькими приватними школами, до числа яких входять: St. Hugh Catholic School, St. Agatha Catholic School, St. Theresa School, Immaculata-Lasalle High School, Our Lady of Lourdes Academy, Monsignor Edward Pace High School, Carrollton School of the Sacred Heart, Archbishop Curley-Notre Dame High School, St. Brendan High School, а також безліч інших початкових шкіл і університетів.
Католицькі підготовчі школи лише для хлопчиків у Маямі представлені Christopher Columbus High School і Belen Jesuit Preparatory School; вони є одними з найкращих католицьких шкіл у країні.

### Коледжі та університети

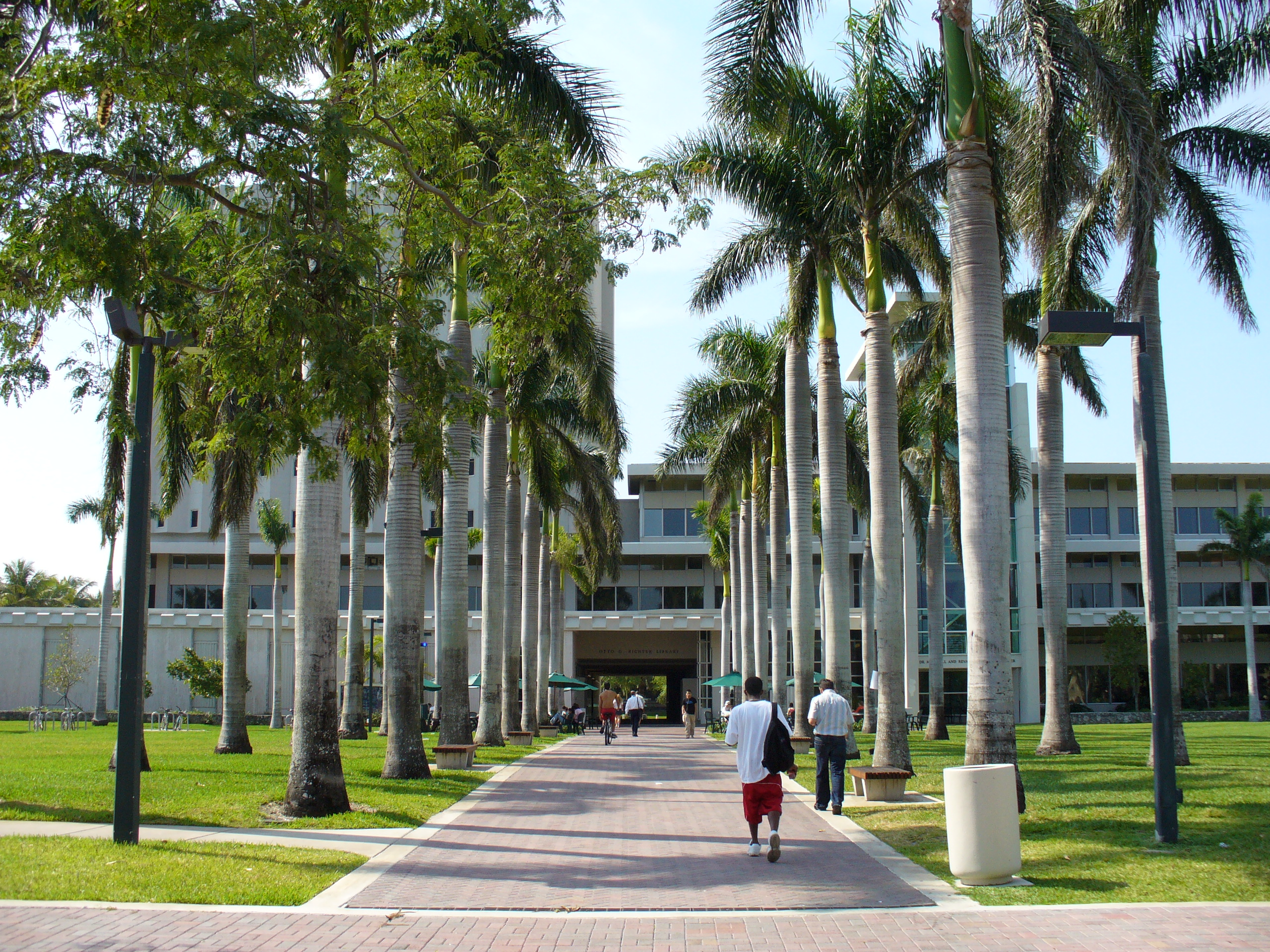
Заснований в 1925, Університет Маямі — найстаріший коледж у Флориді.

Коледжі та університети в Маямі і його околицях:
- Barry University (приватний)
- Carlos Albizu University (приватний)
- Флоридський міжнародний університет (Florida International University, FIU) (громадський)
- Florida Memorial University (приватний)
- Johnson and Wales University (приватний)
- Keiser University (приватний)
- Manchester Business School (філія, англійський громадський)
- Miami Culinary Institute (громадський)
- Miami Dade College (громадський)
- Miami International University of Art & Design (приватний)
- Nova Southeastern University (приватний)
- St. Thomas University (приватний)
- Talmudic University (приватний)
- Університет Маямі (приватний)

Серед жителів Маямі 25 років та старше 67 % мають диплом закінчення вищої школи, і у 22 % є диплом бакалавра або вище.
2011 року Маямі визнали шостим серед найчитаючих міст у США через високий рівень продажів книг.

## Економіка

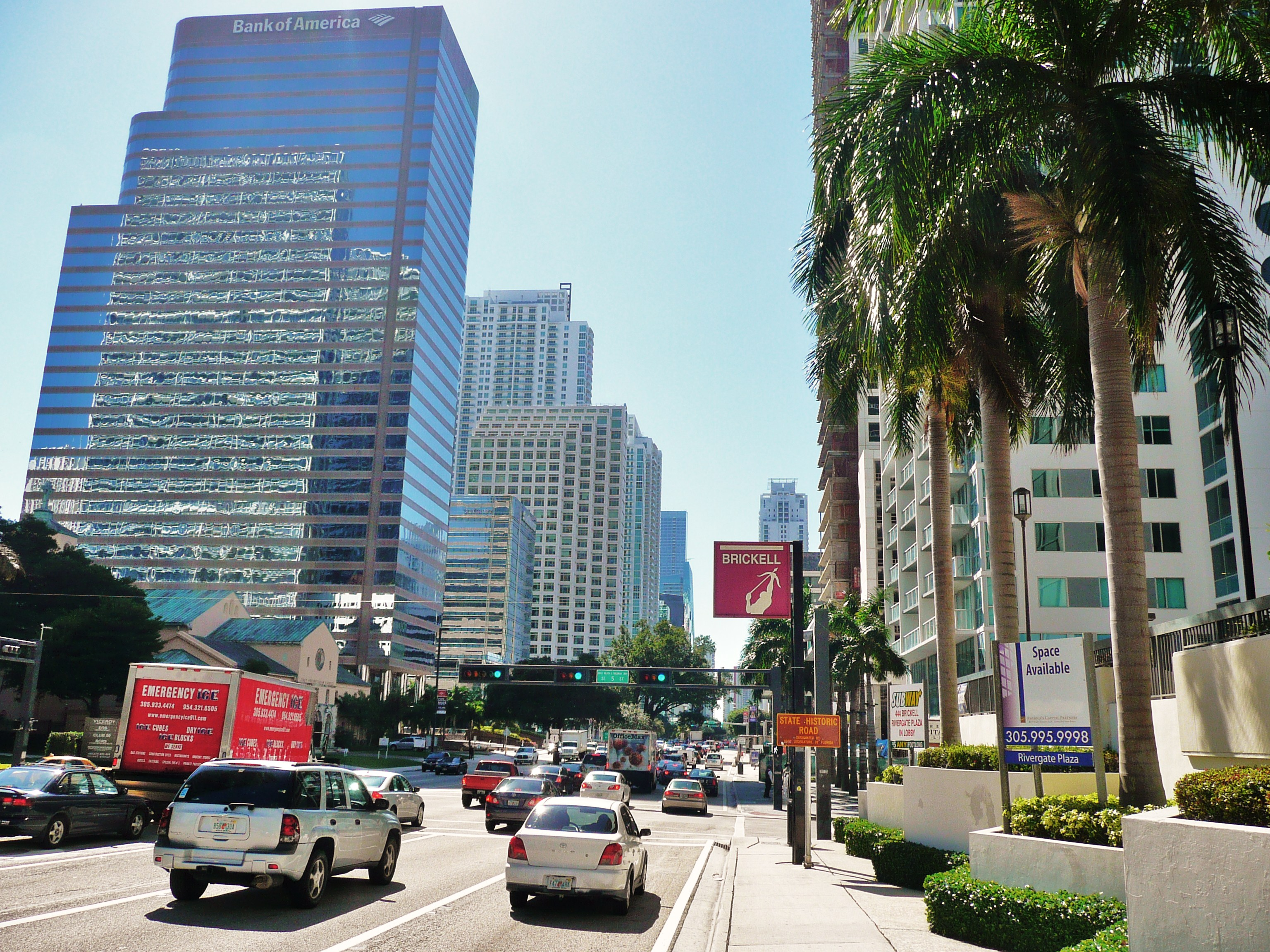
Brickell Avenue — місце найбільшої концентрації міжнародних банків у США

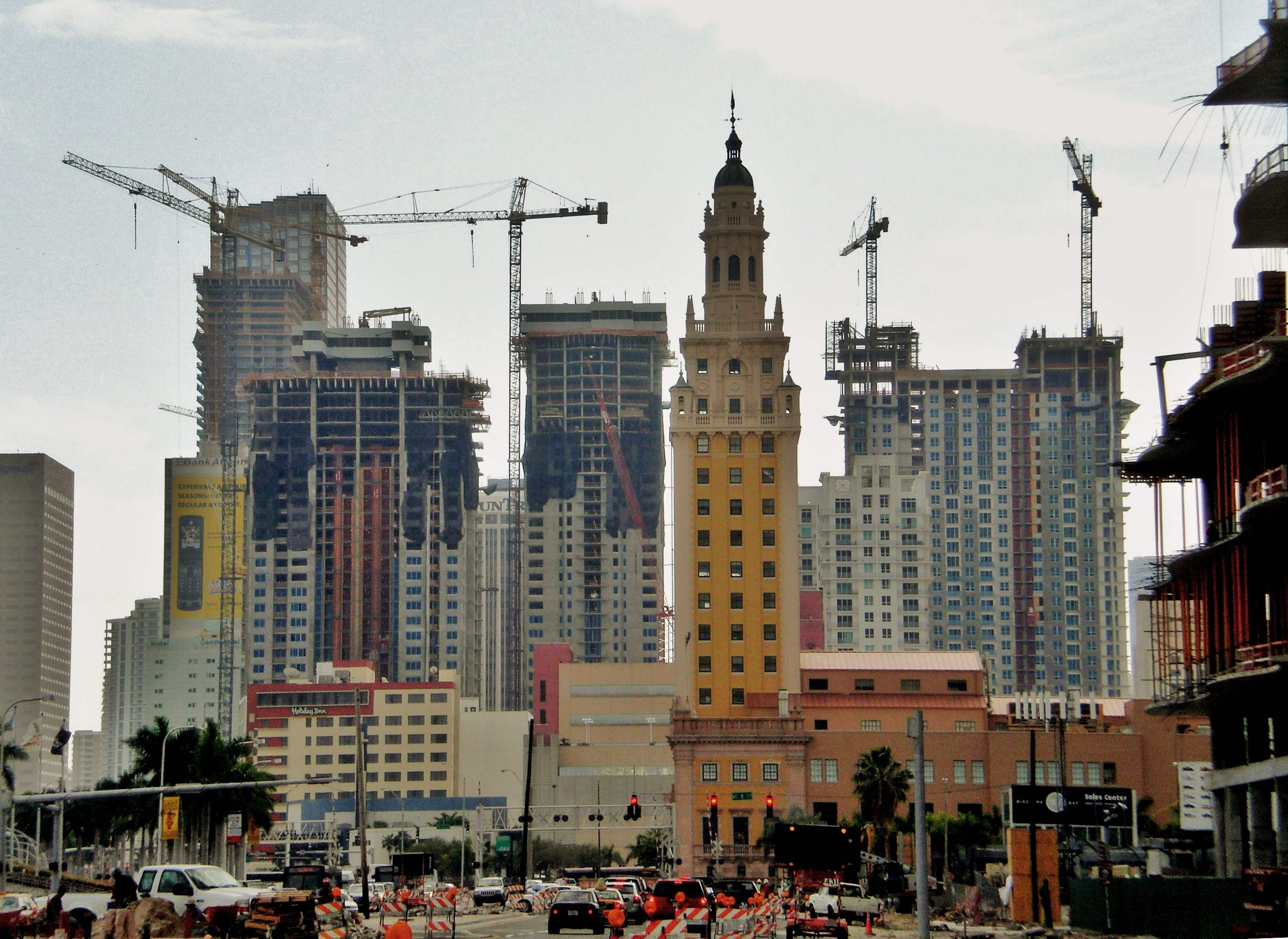
Очевидно, 2006 року, хмарочоси в Маямі стали втіленням популярного терміна «мангеттенізація»

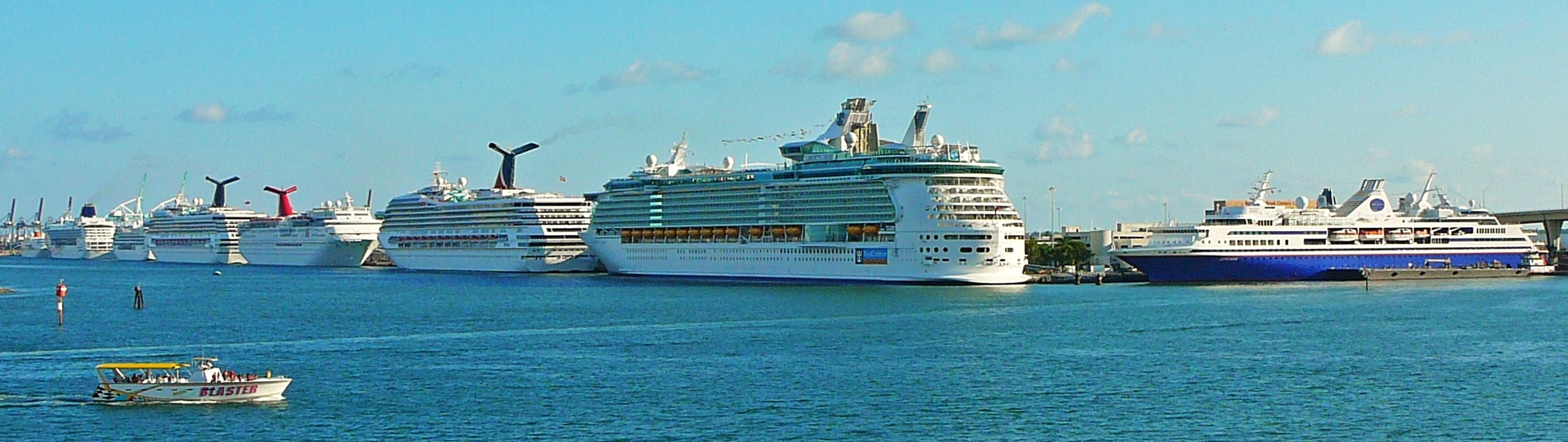
У порту Маямі базуються найбільші круїзні лайнери у світі, а також головні офіси багатьох великих круїзних компаній світу.

### Столиця фінансів та бізнесу
Маямі — один із найважливіших фінансових центрів у США. Це головний центр комерції, фінансів та великих транснаціональних бізнес-груп.
Згідно з рейтингом міст світу, складеному Globalization and World Cities Study Group & Network (GaWC), у якому за основу взяли кількість глобальних корпорацій в сфері послуг, Маямі визнане «Бета-Світовим містом»
Маямі визнане 20-м містом світу за показником ВВП, і 11-м в Сполучених Штатах.
Деякі великі корпорації розташовані у самому Маямі або його окрузі, включно з: Akerman Senterfitt, Alienware, Arquitectonica, Arrow Air, Bacardi, Benihana, Brightstar Corporation, Burger King, Celebrity Cruises, Carnival Corporation, Carnival Cruise Lines, CompUSA, Crispin Porter + Bogusky, Duany Plater-Zyberk & Company, Espírito Santo Financial Group, Fizber.com, Greenberg Traurig, Holland & Knight, Inktel Direct, Interval International, Lennar, Navarro Discount Pharmacies, Norwegian Cruise Lines, Oceania Cruises, Perry Ellis International, RCTV International, Royal Caribbean Cruise Lines, Ryder Systems, Seabourn Cruise Line, Sedano's, Telefónica USA, TeleFutura, Telemundo, Univision, U.S. Century Bank, Vector Group і World Fuel Services. Через близькість Латинської Америки, у Маямі розташовані головні офіси латиноамериканських відділів більш ніж 1400 мультинаціональних корпорацій, включно з: AIG, American Airlines, Cisco, Disney, Exxon, FedEx, Kraft Foods, LEO Pharma Americas, Microsoft, Yahoo, Oracle, SBC Communications, Sony, Symantec, Visa International, і Walmart.

### Телебачення та музична індустрія
Маямі — головний телевізійний центр для іспаномовного телебачення. У місті розміщені головні офіси таких компаній, як Univision, Telemundo та TeleFutura, а також їх виробничі студії. Telemundo Television Studios виробляє більшість оригінальних програм для Telemundo, наприклад, теленовели та ток-шоу. 2011 року, 85 % оригінальних програм Telemundo зняли в Маямі. У Маямі також розташовані такі звукозаписні компанії, як Sony Music Latin, Universal Music Latin Entertainment, і низка дрібніших. Місто так само приваблює безліч акторів для зйомок музичних кліпів та фільмів.

### Будівництво та нерухомість
2001 р. у Маямі почався будівельний бум, найбільший із часів будівельного буму 1920-х років. Спроєктовано більше ста хмарочосів вище 122 м. Однак 2007 р. ринок нерухомості впав, що спричинило велику кількість втрат прав на нерухомість. Панорама Маямі визнана третьою серед найвидовищніших краєвидів у США, після Нью-Йорка та Чикаго, і 19 м у світі згідно з Альманахом архітектури та дизайну. Нині в місті 8 найвищих хмарочосів штату Флорида, найвищий з яких — Готель «Four Seasons» («Чотири сезони») (240 м). Стрімке зростання хмарочосів спричинило зростання чисельності населення передмість, переважно в Downtown, Brickell та Edgewater. Округ Маямі визнаний 8-им у США за чисельністю населення передмість. 2011 р. журнал Forbes назвав Маямі другим із найгірших міст в США через його велике число боргів із нерухомості та помістив у десятку за показником корупції серед офіційних осіб.

### Міжнародна торгівля
Міжнародний аеропорт Маямі та порт Маямі — одні з найзавантаженіших портів у країні, здебільшого через вантажі з Південної Америки та Карибських островів. Порт Маямі — один з найзавантаженіших морських портів у світі, а аеропорт є найзавантаженішим у штаті Флорида, а також найбільшими воротами із США до Латинської Америки. Так само в місті  найбільше скупчення міжнародних банків у країні у фінансовому районі Маямі. Багато банків мають свої офіси і в Downtown-передмісті, наприклад Espírito Santo Financial Group, у яких головний офіс в США знаходиться саме в Маямі. У Маямі так само проводилися Free Trade Area of the Americas переговори 2003 року.
Станом на 2011 р., порт Маямі налічує 176 000 робочих місць і має річний економічний оборот у $18 мільярдів, він є 11-м серед усіх вантажних портів США. 2010 року зареєстрували 4,33 мільйона пасажирів, що скористалися послугами цього порту. Один з семи всіх навколосвітніх круїзів розпочинається саме в Маямі.

### Туризм

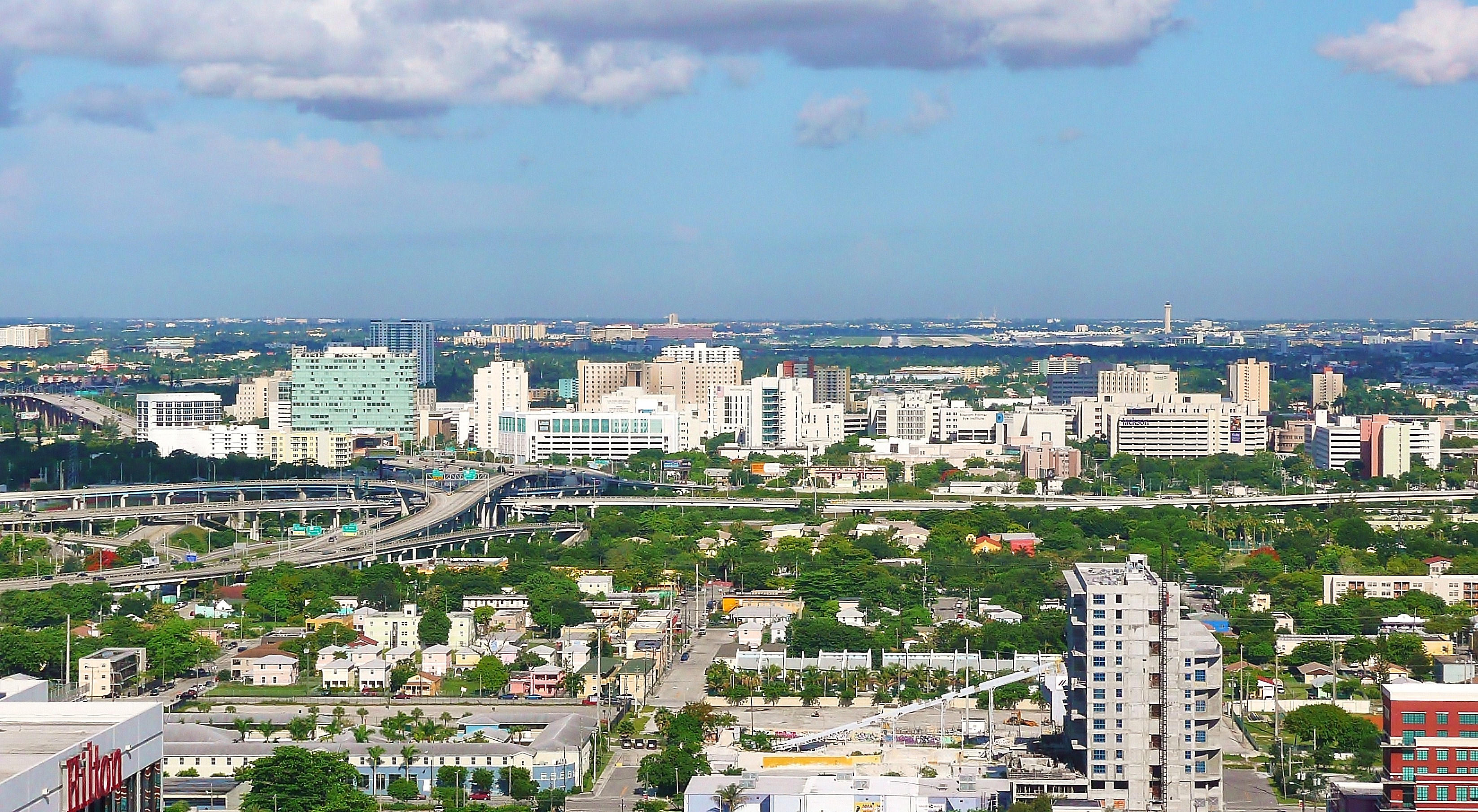
Міський адміністративний центр Маямі посідає друге місце в США за концентрацією медичних та наукових споруд. Тут також розташований центр біотехнологій.

Туризм також є важливою частиною економіки Маямі. Комплекс фінансових та бізнес-установ, пляжів, конференцій, фестивалів та заходів приваблює в місто понад 38 мільйонів відвідувачів, які щорічно витрачають понад $17 мільярдів дол. Район Маямі-Біч у південній частині міста відомий як одне з найгламурніших місць у світ завдяки нічним клубам, пляжам, історичним будівлям та магазинам. Щорічні заходи, як-от Miami Masters, Art Basel, Winter Music Conference, South Beach Wine & Food Festival та Mercedes-Benz Fashion Week Miami, приваблюють мільйони відвідувачів щороку.

### Промисловість, наука та довкілля
У Маямі розташовується «Національний центр дослідження ураганів» та головний офіс Південної бази Збройних сил США, відповідальний за військові операції в Центральній та Південній Америці. Окрім цього, Маямі є промисловим центром, здебільшого в галузі розробки та зберігання кам'яних порід. Ці виробництва сконцентровані у східній частині міста.
Згідно з переписом 2004 року, Маямі посіло третє місце за кількістю сімей, що мають дохід нижче середнього рівня бідності в США, поступившись лише Детройту (перше місце) та Ель-Пасо (друге). Маямі також одне з небагатьох міст, яких міська влада оголошувала банкрутом (2001 року). І все ж, з того часу Маямі пережило відродження — 2008 року «Forbes» визнав його «найчистішим містом Америки» за чисте повітря, великі паркові зони, чисту питну воду, чисті вулиці та активні міські програми з переробки відходів. 2009 року компанія UBS вивчила 73 міста світу та визнала Маямі найбагатшим містом США (з чотирьох міст США, включених у дослідження), а також Маямі увійшло до п'ятірки найбагатших міст світу за показником паритету купівельної спроможності.

### Музеї
- Художній музей Перес

## Спорт
У Маямі грають наступні професійні команди.
- «Флорида Пантерс» (англ. Florida Panthers) — професійна хокейна команда, член Національної хокейного ліги грають в БанкАтлантік-центр.
- «Маямі Марлінс» (англ. Florida Marlins) — професійна бейсбольна команда, член Головної ліги бейсболу грають на Сан Лайф-Стедіум.
- «Маямі Долфінс» (англ. Miami Dolphins) — професійна футбольна команда, член Національної футбольної ліги грають на Сан Лайф-Стедіум, раніше домашньою ареною був Маямі Оранж Боул.
- «Маямі Гіт» (англ. Miami Heat) — професійна баскетбольна команда, член Національної баскетбольної асоціації грають на Американ Ейрлайнс Арені.
- «Маямі Сол» (англ. Miami Sol) — професійна баскетбольна команда, член Жіночої національної баскетбольної асоціації.
- «Інтер Маямі» (англ. Inter Miami CF) — професійна футбольна команда, член MLS, почала свої виступи в лізі у сезоні 2020 року.

Також у Маямі проводили тенісний турнір Маямі Мастерс серії WTA Tour під егідою Жіночої тенісної асоціації.

## Відомі люди
- Пет Гінгл (1924—2009) — американський актор
- Філіп Гілл (1927—2008) — американський автогонщик
- Сідні Пуатьє (1927—2022) — перший американський темношкірий актор
- Марко Рубіо (* 1971) — американський політик, член Республіканської партії, сенатор США від штату Флорида і учасник Руху Чаювання.

## Міста-побратими
- Беер-Шева (івр. באר שבע), Ізраїль
- Богота (ісп. Bogotá), Колумбія
- Буенос-Айрес (ісп. Buenos Aires), Аргентина
- Варна (болг. Варна), Болгарія
- Ібіца (ісп. Ibiza), Іспанія
- Каґошіма (яп. 鹿 児 岛 市), Японія
- Калі (ісп. Cali), Колумбія
- Ліма (ісп. Lima), Перу
- Мадрид (ісп. Madrid), Іспанія
- Мурсія (ісп. Murcia), Іспанія
- Ніцца (фр. Nice), Франція
- Рамат Хашарон (івр. רמת השרון), Ізраїль
- Салвадор (порт. Salvador), Бразилія
- Ціндао (кит.: 青岛), Китай
- Неаполь, Італія
- Ірпінь, Україна
- Одеса, Україна

### У відеоіграх
Події Hotline Miami і Hotline Miami 2: Wrong Number відбуваються у Маямі.
Також події Grand Theft Auto: Vice City і Grand Theft Auto: Vice City Stories у вигаданому американському місті Вайс-Сіті, прототипом для якого послужив Маямі середини 80-х років.